# Michail Dragomirov

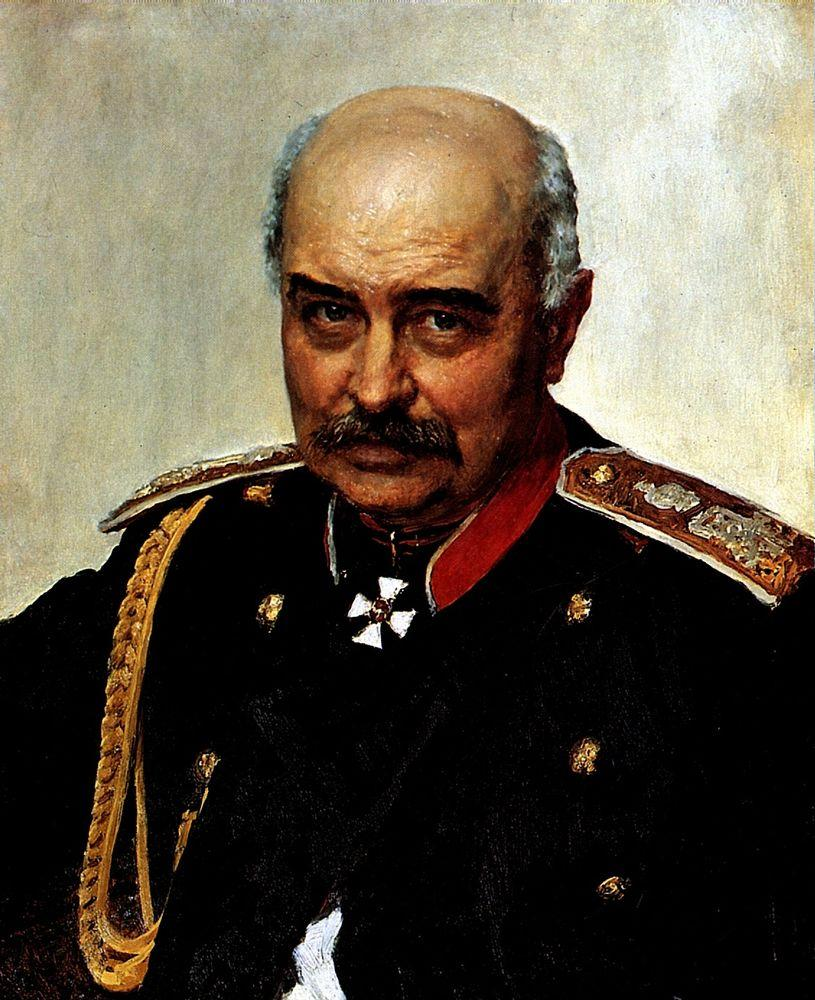
Michail Ivanovitj Dragomirov.

Michail Ivanovitj Dragomirov, född 20 november 1830, död 28 oktober 1905, var en rysk militär. Han var far till Vladimir och Abram Dragomirov.
Dragomirov blev officer vid infanteriet 1849, generalstabsofficer 1856, generalmajor 1868 och chef för 14:e infanterifördelningen 1873, med vilken han deltog i 1877 års fälttåg, där han svårt sårades i slaget vid Sjipka 25 augusti samma år. 1878-89 var Dragomirov chef för generalstabsakademin och blev 1889 chef för militärdistriktet Kievs trupper. 1891 blev han general vid infanteriet och 1898 generalguvernör i samma distrikt. På grund av sjuklighet lämnade Dragomirov sina befattningar 1903 och utnämndes då till ledare av riksrådet. Han har utövat en flitig militär författarverksamhet; hans Gesammelte Aufsätze utkom i tysk översättning 1891-92. Dragomirov var en ivrig panslavist och som militär anhängare av bajonettanfallet och striden med blanka vapen.